# Esplorazione vegetale
Esplorazione vegetale (Each an Explorer) è un racconto di fantascienza di Isaac Asimov pubblicato per la prima volta nel 1956 sul numero 30 della rivista Future Science Fiction.
Successivamente è stato incluso nell'antologia Testi e note (Buy Jupiter and Other Stories) del 1975.
È stato pubblicato varie volte in italiano a partire dal 1976.

## Trama
Chouns e Smith, due membri degli "esploratori spaziali", sono incaricati di esplorare nuovi pianeti, e in particolare di trovare quelli che potrebbero essere adatti alla vita umana. Con i motori iperatomici per il viaggio nell'iperspazio temporaneamente fuori uso, i due atterrano su di un pianeta con gravità e atmosfera simili a quelle della Terra, dove trovano un'avanzata civiltà agricola ricca di piante simili al grano curate da basse creature a quattro zampe.
Le creature, che si dimostrano amichevoli, mostrano a Chouns e Smith degli avvistatori spaziali – strumenti di notevole valore per la navigazione galattica – nonostante il pianeta non sia mai stato visitato da umani in precedenza. Indicano ai due esploratori spaziali che altri esemplari dei preziosi strumenti si trovano sul pianeta vicino e i due, nella fretta di andare, non si soffermano a considerare la stranezza della situazione, né il fatto che i motori iperatomici hanno ripreso misteriosamente a funzionare. Giunti sul secondo pianeta, Chouns e Smith incontrano delle creature acquatiche simili a serpenti che offrono loro altri avvistatori spaziali.
Tornati alla nave spaziale, Chouns e Smith cominciano a realizzare cosa è successo: che loro sono stati condizionati telepaticamente a trasferire il polline delle piante da un pianeta all'altro, che i preziosi avvistatori in realtà non sono che pezzi di roccia, e che la vera razza dominante su entrambi i pianeti è in realtà costituita da piante, grazie al controllo telepatico che esse esercitano sulle razze animali. I due esploratori spaziali devono assolutamente avvertire la Terra di questa possibile minaccia. Eppure Chouns continua a chiedersi perché sono stati lasciati andare, e perché ci sia tanta urgenza di avvertire la Terra; un barlume di risposta gli balena in testa per un attimo, ma poi gli sfugge.